# Akwa Ibom
Akwa Ibom és un estat del sud-est de Nigèria que ha s'ha anomenat així degut al riu Qua Iboe. Està a una zona costanera i la seva latitud està entre 4º321 i 5º331 Nord i la seva longitud entre 7º251 i 8º251 Est. Fa frontera amb els estats de: Cross River a l'est; Rivers i Abia a l'oest; i el Golf de Biafra a l'oceà Atlàntic al sud.
Akwa Ibom és un dels 36 estats de Nigèria, té més de 5 milions d'habitants i més de 10 milions a la diàspora. Fou creat el 1987 quan es va escindir de l'antic estat de Cross River. Actualment és l'estat que té una major producció de petroli de Nigèria. La seva capital és Uyo, que té uns 500.000 habitants. L'aeroport més important és l'Akwa Ibom International Airport. També té dos ports marítims importants i s'ha proposat que es construeixi a Oron un port de classe superior. A més a més de l'anglès, les llengües pròpies són l'ibibio, l'annang, l'eket i l'oron.

## Geografia i divisió administrativa

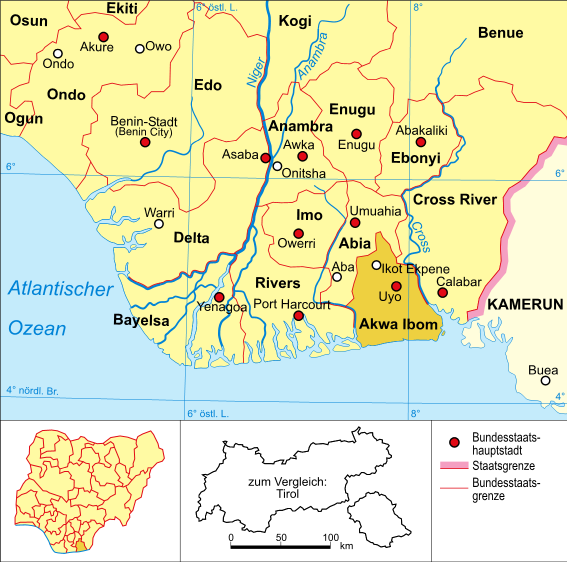
Akwa Ibom al sud-est de Nigèria

La capital d'Akwa Ibom és Uyo. Les seves ciutats més poblades són Eket, Ikot Ekpene, Oron, Abak, Ikot Abasi i Etinan.

### Localització
Akwa Ibom té una superfície de terra de 6900 km² i està localitzat fa frontera amb els estats de Cross River, Abia i Rivers i amb la costa del Golf de Biafra. L'estat té una superfície total de 8.412 km², incloent el riu Qua Iboe, la part occidental del riu Cross i el vessant oriental del riu Imo. L'estat té 129 quilòmetres de costa martítima.

### Clima
L'estat és molt humit degut a la seva situació costanera i a la zona tropical. El seu índex de pluviositat és alt (entre 2000 i 3000 mm anuals). Les temperatures de l'estat són altes (entre 26º i 29º durant el dia). Akwa Ibom té dues estacions principals: l'estació seca (finals de novembre-principis de març) i l'estació humida (març-novembre). Tot i això, degut a la seva proximitat al mar, hi ha pluges durant tot l'any.

### Relleu i topografia
El relleu d'Akwa Ibom és bàsicament planer. La geologia de la majoria de l'estat està dominada per sediments costaners plans. A la LGA d'Ibiono Ibom s'arriba a l'altitud de 200 metres per damunt del nivell del mar.

### Divisió administrativa

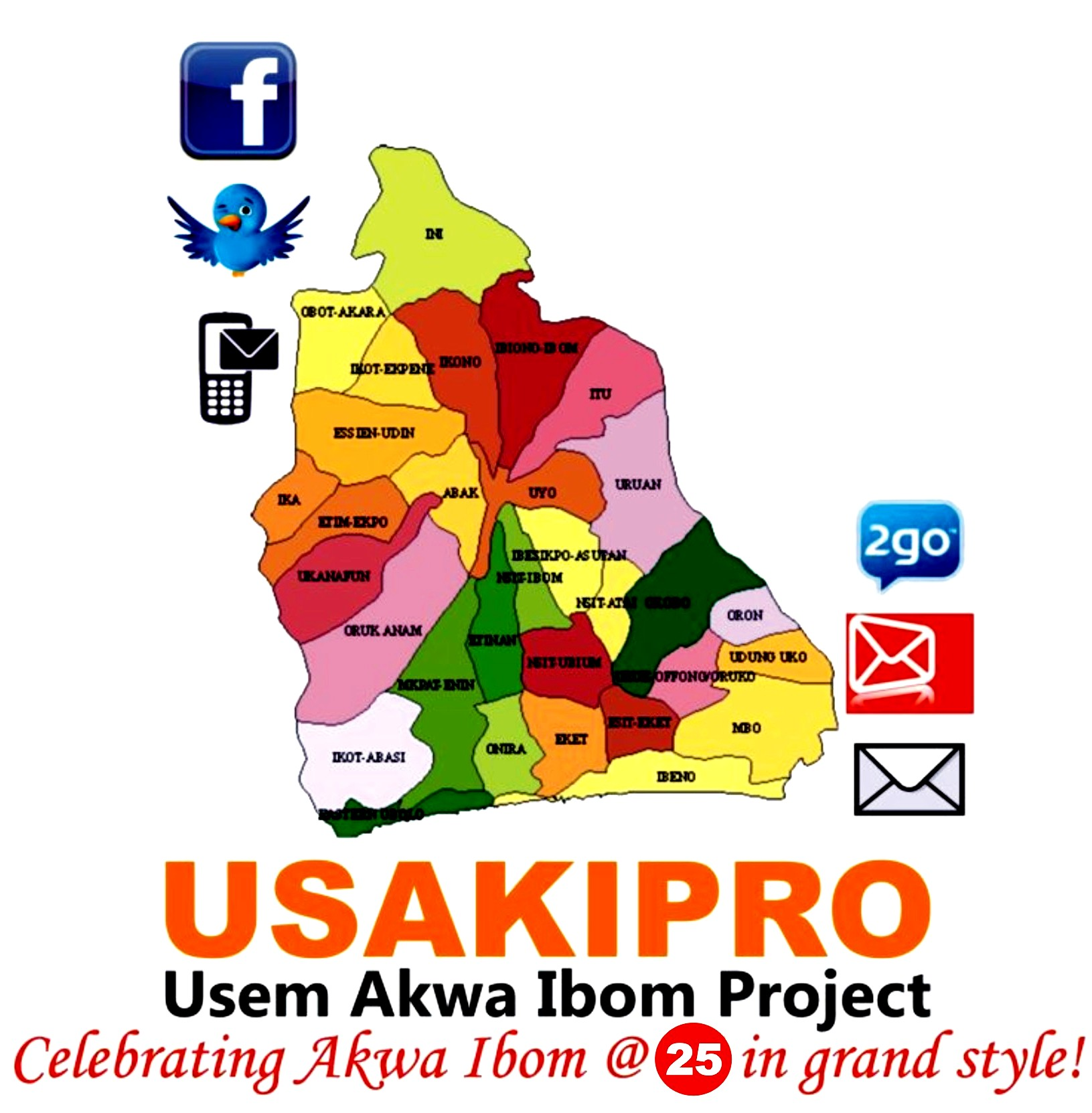
LGAs d'Akwa Ibom

L'estat està subdividit en 31 LGAs: Abak (139.090 habs), Easter Obolo (60.543 habs.), Eket (172.557 habs.), Esit-Eket (63.701 habs.), Essien Udim (192.668), Etim-Ekpo (105.418 habs.), Etinam (169.284 habs.), Beno (75.380 habs.), Ibesikpo-Asutan (137.101 habs.), Ibiono-Ibom (189.640 habs.), Ika (72.939 habs.), Ikono (131.904 habs.), Ikot-Abasi (132.023 habs.), Ikot-Ekpene (143.077 habs.), Ini (99.196 habs.), Itu (127.033 habs.), Mbo (104.012 habs.), Mkpat-Enin (178.036 habs.), Nsit Atai (74.595 habs.), Nsit-Ibom (108.611 habs.), Nsit-Ubium (128.231 habs.), Obot-Akara (148.281 habs.), Okobo (104.157 habs.), Onna (123.373 habs.), Oron (87.461 habs.), Oruk Anam (172.654 habs.), Ukanafum (127.033 habs.), Udung-Uko (53.278 habs.), Uruan (118.300 habs.), Urue Offong (71.159 habs.) i Uyo (309.573 habs.).

## Història
La zona d'Akwa Ibom està poblada per humans des del 1200-1500 a. de C.
Tot i que abans del segle XX ja hi havia presència de missioners a Calabar i a Ibono, els britànics no van controlar la zona fins al 1904, quan van crear la Divisió Enyong que va tenir la seu a la ciutat d'Ikot Ekpene una ciutat annang capital dels annangs i els ibibios. De la divisió Enyong es va crear la Ibibio Welfare Union, que es va canviar de nom a Ibibio State Union.
El 23 de setembre del 1987 es va crear l'actual estat quan es va separar de l'estat de Cross River. Uyo fou elegida la capital estatal.

## Etnicitat i llengües

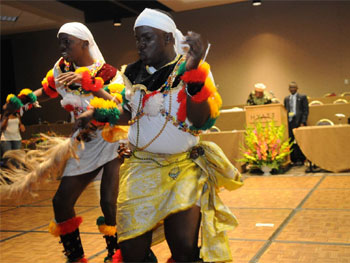
Danses

La religió predominant d'Akwa Ibom és la cristiana.
Els grups ètnics principals són:
- Ibibios
- Anaangs
- Orons
- Obolos

Els principals grups ètnics de l'estat són els ibibios, els annangs (que parlen un dialecte de l'ibibio), els orons i els obolos (que comprenen els ibonos i els obolos orientals). Els orons són un grup ètnic emparentat amb els efiks, que són els predominants a l'estat veí de Cross River. A la zona costanera hi viuen els ibenos i els obolos orientals. Els ibonos tenen similituds amb els oros i els obolos. A Akwa Ibom també es parla igbo, sobretot a les zones frontereres del nord i de l'oest.
La llengua ibibio és de la família lingüística de les llengües Benué-Congo, que pertany a la gran família de les llengües nigerocongoleses.
Tot i que hi ha una certa homogeneïtat cultural, abans de la invasió de l'Imperi Britànic el 1904 no existeix cap govern central a la zona. Els annangs, orons, efiks, ibonos i ibibios eren grups autònoms.

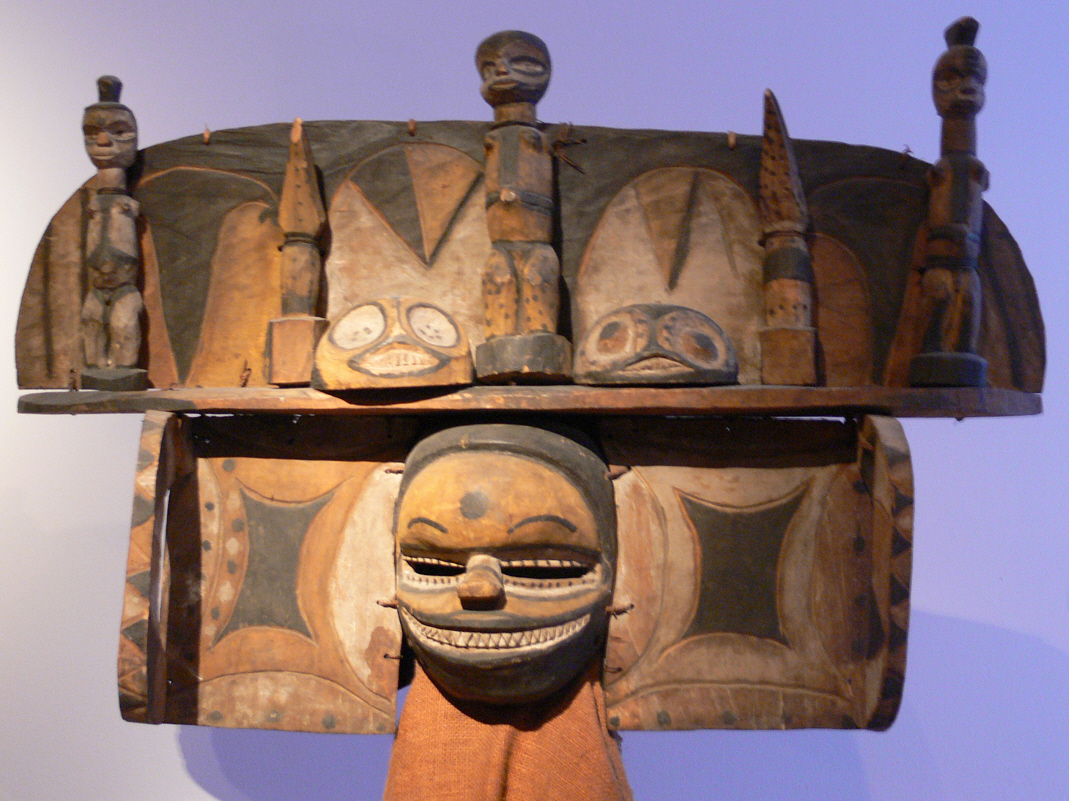
Màscara ibibio

A Akwa Ibom s'hi parlen 20 llengües. Les majoritàries són l'anaang, l'ibibio i l'igbo i les altres són minoritàries:
- Anaang: a les LGAs de Ikot Ekpene, Essien-Udim, Abak, Ukanafum i Oruk-Anam.
- Ebughu: a les LGAs de: Mbo i Oron.
- Ekit: a les LGAs de Uquio Ibeno i d'Eket.
- Efai: a la LGA de Mbo.
- Enwang, a la LGA de Mbo.
- Etebi a la LGA de Uquo Ibeno.
- Ibibio, a les LGAs de: Itu, Ubo, Etinam, Ikot Abasi, Ikono, Ekpe-Atai, Uruan, Onna, Nsit-Ubium i Mkpat Enin.

- Ibino a la LGA d'Uquo-Ibeno.
- Ibuoro a les LGAs d'Itu i d'Ikono.
- Idere a la LGA d'Itu.
- Igbo a la LGA d'Ika.
- Ika, a la LGA d'Ika.
- Iko a la LGA d'Ikot Abasi.
- Ilue a la LGA d'Oron.

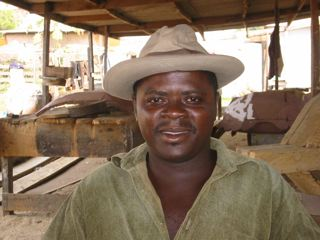
retrat d'un annang

- Itu mbon uzo a les LGAs d'Ikono i d'Itu.
- Nkari a la LGA d'Ikono.
- Obolo a la LGA d'Ikot Abasi.
- Okobo a la LGA d'Okobo.
- Oro a la LGA d'Oron.
- Uda a la LGA de Mbo.

## Religió
La religió tradicional d'Akwa Ibom no ha estat documentada. El cristianisme va penetrar a la regió a través de Calabar. A la regió hi ha catòlics, protestants, pentecostals.

## Economia

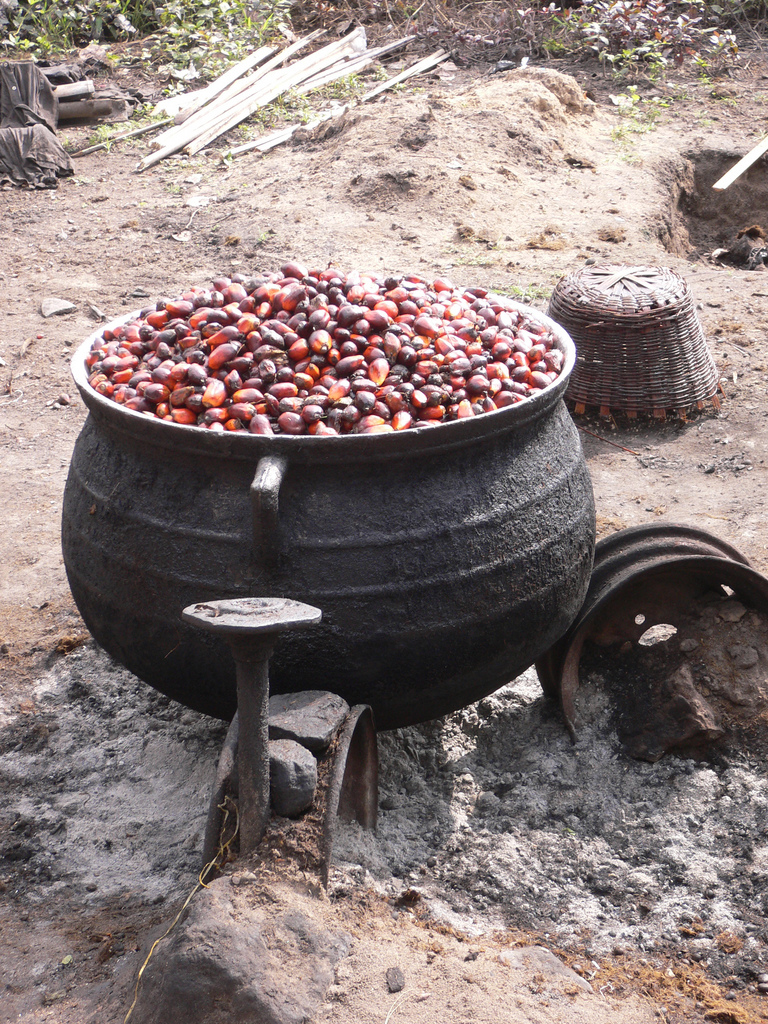
grans d'oli de palma

### Agricultura
El seu clima afavoreix el cultiu de l'agricultura i l'explotació forestal. S'hi produeix oli de palma, cautxú, coco, arròs, tapioca, nyam, plàtan, banana, blat de moro i fusta. A akwa Ibom hi ha dos tipus bàsics d'agricultura: terres de petits productors per a l'autoabastiment de les famílies i el mercat local que produeixen béns alimentaris com mandioca, blat de moro, arròs i nyam; i grans plantacions d'agricultura especialitzada per a l'exportació de productes com cautxú, coco, arròs i oli de palma.
La silvicultura també és molt important a Awka Ibo. Hi ha importants boscos tropicals, tot i que l'alta densitat de població humana de la zona ha alterat la seva vegetació natural. A més a més, l'explotació de la fusta ha provocat desforestació. El govern ha fomentat plantacions forestals a Eket, Ikono, Oron, Abak, Itu i Ikot Abasi per a donar resposta a l'alta demanda de fusta per a la construcció i els mobles.

### Recursos minerals
A Akwa Ibom hi ha importants dipòsits de petroli i gas natural. També hi ha explotacions de pedra calcària, argila, or, sal, carbó, nitrat de plata i sorra. El 1937 es va trobar per primera vegada petroli al Delta del Níger i es va fer a Ikot Akata (a l'actual Akwa Ibom), tot i això, el primer lloc de la regió que va tenir una explotació comercial de petroli va ser a Olobiri, a l'actual estat de Bayelsa (1959). Les companyies petrolieres presents a Awka Ibom són Exxon/Mobil, Elf i Addax.

### Turisme

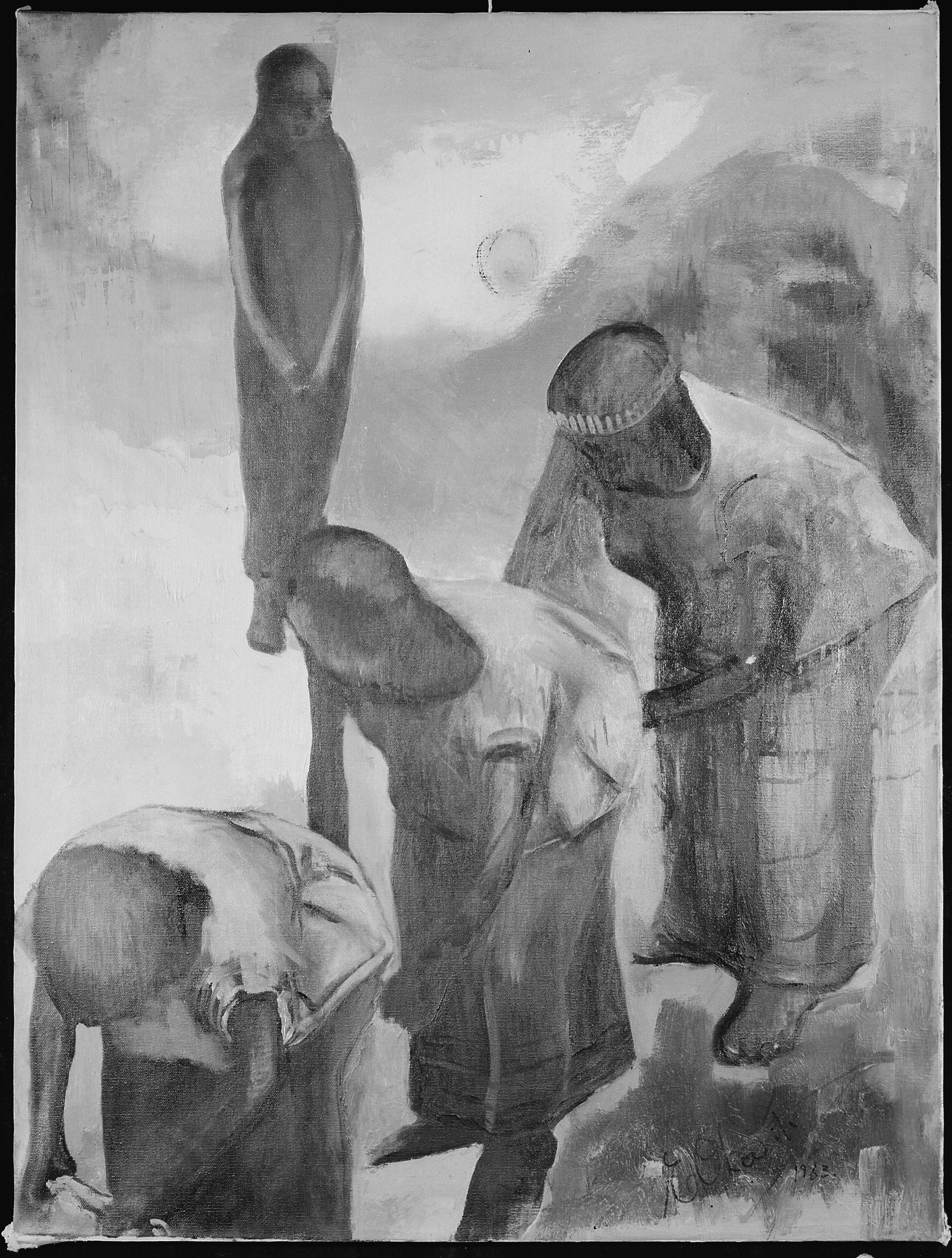
New Yam Festival

L'aspecte més destacat del turisme d'Akwa Ibom són els 120 quilòmetres de costa que inclouen moltes platges de sorra. També és un lloc idoni per a practicar el turisme ecològic per la gran biodiversitat de la fauna de l'estat. Hi ha animals com elefants, lleopards, rinoceronts, antílops i diversos tipus de primats, ocells i peixos, tant a la zona costanera com a la reserva forestal de Mbo/uquo Ibeno.
Les festes principals d'Akwa Ibom són: L'Ekpiri Akata a Itu i Uruan (gener-març); l'Mbre Mmong a Nsit Ubium (festival bianual en el primer trimestre de l'any); l'Usoro Ubine Ikot a Ikono-Ndiya(febrer-març); l'Ekpe Outings dels uruans i els orons (entre març i inicis d'abril); l'Ekong Festival (estiu); el Feat of Etefia Deity a Uyo, Ikono i Ini (juliol-agost); el New Yam Festival (juliol-agost) a diverses poblacions; l'Usoro Abasi a Ikono (agost); el Feast of Anyam a Ikot Ekpene (juliol-agost); l'Eset Feast del Clan Ukana (juliol-agost); l'Iso Awa-Itam feast (juliol, agost i desembre); el Atakpo festival (agost-setembre), entre d'altres.
Els equipaments museístics d'Awka Ibom són: el Oron National Museum & Beach (Museu etnològic del poble oron, inaugurat el 1959) i el Museu d'Uyo (art i cultura i herència de l'administració militar). Els llocs històrics més destacats són The Slave Dungeons and The Bridge of no Return (Lloc a on s'embarcaven els esclaus), l'Amalgamation House (Casa del Governador colonial del protectorat britànic de Nigèria del 1914) i el monument a la "Women War of 1929" en homenatge a les dones que van participar en el motí de les dones Igbos en contra de les taxes de l'Imperi Britànic.

## Educació
L'actual estat d'Akwa Ibom és on hi ha les institucions educatives més antigues de l'antic Regne de Calabar. El 1895 s'hi va establir el Hope Waddell Training Institute. El 1905 es va constituir la Methodist Boys High School d'Oron.
A l'estat hi ha diverses institucions educatives d'educació superior: La Universitat d'Uyo, l'Acadèmia Marítima de Nigèria d'Oron, la Universitat Estatal d'Akwa Ibom, la Universitat Obong, la Politècnica Estatal d'Akwa Ibom, la Politècnica de la Ciutat d'Uyo, la Politècnica d'Apex, la Politècnica Herritage d'Eket, el College d'Eduació Estatal d'Akwa Ibom i el College d'Arts i Ciències, entre d'altres.

## Política
La política de l'estat d'Akwa Ibom està dominada pels seus principals grups ètnics: els ibibios, els annnags i els orons, sobretot els primers.
El 2012 el governador de l'estat és Godswill Akpabio.

## Personalitats notables
- Rita Akpan, política i professora universitària. Antiga ministra dels Afers de les Dones de Nigèria.
- Uche Akubuike, futbolista internacional amb la Selecció de Nigèria.
- Aloysius Akpan Etok, polític, senador del Senat de Nigèria.
- Orok Akarandut, futbolista professiional.[9]
- Marshal Johnson, futbolista professional.